# Suzanne Schulting
Suzanne Schulting (* 25. September 1997 in Groningen) ist eine niederländische Shorttrackerin und Eisschnellläuferin. Im Shorttrack wurde sie 2018 und 2022 dreifache Olympiasiegerin.
Schulting wuchs in der Provinz Friesland auf und begann in früher Kindheit mit dem Eislaufen. Ab ihrer Jugend legte sie ihren Schwerpunkt bei Wettkampfteilnahmen zunächst auf die Disziplin Shorttrack. 2014 debütierte sie im Shorttrack-Weltcup und feierte dort 2017 erste Siege. Bei ihrer ersten Olympiateilnahme 2018 in Pyeongchang gewann Schulting die Goldmedaille über 1000 m. Sie wurde als niederländische Sportlerin des Jahres 2018 ausgezeichnet. In den folgenden Jahren zählte sie zu den international erfolgreichsten Shorttrackerinnen. Sie errang bis 2024 insgesamt elf Weltmeister- und siebzehn Europameistertitel. Außerdem wurde sie 2022 in Peking über 1000 m sowie mit der niederländischen Staffel erneut Olympiasiegerin. Wegen einer Knöchelverletzung Anfang 2024 läuft Schulting seit Beginn der Saison 2024/25 vor allem Eisschnelllaufrennen. Sie debütierte im November 2024 im Eisschnelllauf-Weltcup.

## Werdegang

### Anfänge und Aufstieg in die internationale Spitze (bis 2016)
Suzanne Schulting wuchs in der Bauerschaft Uilesprong nahe Tijnje in der friesischen Gemeinde Opsterland auf. Ihr Vater Jan Schulting spielte in den 1980er-Jahren als Fußballprofi für den SC Heerenveen und trainierte später andere Fußballvereine aus der Region, ihre Mutter arbeitete als Physiotherapeutin. Schulting hat zwei jüngere Schwestern. In ihrer Kindheit begann sie früh mit dem Eislaufen auf einem zugefrorenen Graben in der Nähe ihres Elternhauses. Parallel dazu spielte sie zunächst auch Tennis und turnte, konzentrierte sich ab ihrer Jugend aber auf den Eislauf. Sie bestritt sowohl Wettkämpfe im klassischen Eisschnelllauf auf 400-Meter-Bahnen als auch im Shorttrack auf 111-Meter-Bahnen. In den Anfangsjahren ihrer Laufbahn wurde sie als Talent in beiden Disziplinen gesehen und von Medien sowie vom niederländischen Nationaltrainer Jeroen Otter mit ihrer Landsfrau Jorien ter Mors verglichen, die im Shorttrack und im Eisschnelllauf in den 2010er-Jahren internationale Medaillen gewann.
Schulting nahm 2012 im Alter von 14 Jahren an den Eisschnelllaufrennen der Olympischen Jugend-Winterspiele in Innsbruck teil und belegte den vierten Platz über 500 m. Zwei Jahre später zog sie als Mitglied des niederländischen Juniorenteams in das 18 Kilometer von ihrem Heimatort entfernte Heerenveen, wo sie im Eisstadion Thialf trainierte. Sie besuchte in Heerenveen die auf Sporttalente ausgerichtete OSG Sevenwolden und machte 2015 ihren Havo-Abschluss. Obwohl sie auf nationaler Ebene weiterhin gute Ergebnisse im Eisschnelllauf erreichte, legte Schulting ihren Schwerpunkt bei Wettkampfteilnahmen ab Mitte der 2010er-Jahre auf Shorttrackrennen. Als Vorbild nannte sie 2015 den mehrfachen Shorttrack-Weltmeister Sjinkie Knegt unter anderem wegen dessen Kurventechnik und Fähigkeiten, Rennen zu kontrollieren. Bei ihren ersten Einsätzen im Shorttrack-Weltcup in der Saison 2014/15 verpasste Schulting Top-Ten-Ergebnisse. Bei den Europameisterschaften 2015 wurde sie 24. der Gesamtwertung und gewann die Silbermedaille mit der Staffel über 3000 m.
Im Winter 2015/16 gelang Schulting der Durchbruch in die internationale Spitze des Shorttracks. Zu Beginn der Saison lief sie in Montreal mit dem vierten Rang über 1500 m erstmals unter die ersten Zehn im Weltcup. Im weiteren Saisonverlauf erreichte sie in der Wettkampfserie ihre ersten Podestplatzierungen, unter anderem mit dem zweiten Platz über 1000 m beim Weltcup in Shanghai. Im Januar 2016 wurde sie bei den Europameisterschaften in Sotschi Zweite über 1000 m, Dritte über 1500 m und Vierte über 500 m und gewann damit die Bronzemedaille im Mehrkampf. Zudem holte sie die Goldmedaille mit der Staffel an der Seite von Jorien ter Mors, Yara van Kerkhof und Lara van Ruijven. Im selben Monat holte sie bei den Juniorenweltmeisterschaften in Sofia Bronze mit der Staffel und Silber im Mehrkampf. Bei den Weltmeisterschaften 2016 in Seoul qualifizierte sich Schulting für das Superfinale der besten acht Läuferinnen über 3000 m, das sie für sich entschied. In der Mehrkampfwertung belegte sie als beste Niederländerin den fünften Rang. Der Nationaltrainer Jeroen Otter beschrieb die 18-jährige Schulting – die in dieser Saison zum ersten Mal mit dem A-Kader trainierte – Anfang 2016 als ambitionierte Athletin mit großem Antrieb, ihre noch vorhandenen technischen Defizite aufzuholen. Er lobte ihr großes Selbstbewusstsein und bescheinigte ihr, dass sie wie auch Jorien ter Mors und Sjinkie Knegt „Gier und Mut“ (auf Niederländisch: „gretigheid en durf“) besitze.

### Erste Weltcupsiege und olympische Goldmedaille in Pyeongchang (2016 bis 2018)

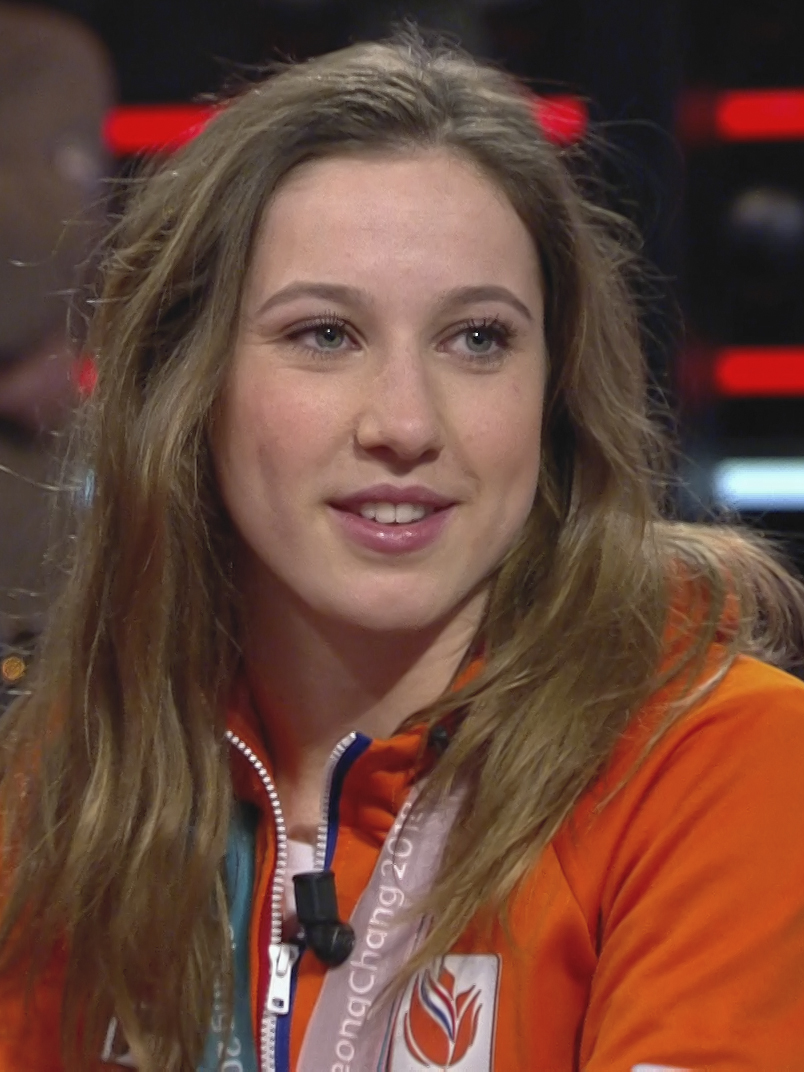
Suzanne Schulting bei einem Interview im Februar 2018

In der Saison 2016/17 zählte Suzanne Schulting über 1000 m und 1500 m zu den stärksten Läuferinnen im Weltcup. Sie stand in fünf Einzelrennen auf dem Podest und feierte am 5. Februar 2017 über 1500 m in Dresden ihren ersten Weltcupsieg. In Abwesenheit mehrerer südkoreanischer Konkurrentinnen wie Shim Suk-hee wurde Schulting damit die erste niederländische Frau, die ein Shorttrack-Weltcuprennen für sich entschied. Am gleichen Tag gewannen die Niederländerinnen um Schulting auch die Weltcupstaffel. Im Weltcup-Gesamtklassement stand sie am Saisonende an erster Stelle über 1000 m und hinter Shim Suk-hee an zweiter Stelle über 1500 m. Bei den Großereignissen des Winters knüpfte Schulting eingeschränkt an diese Leistungen an: Während der Europameisterschaften 2017 in Turin zog sie sich eine fiebrige Erkrankung zu, konnte nicht alle Rennen laufen und wurde Elfte des Mehrkampfs. Mit der Staffel – für die sie wegen ihrer Krankheit im Finale nur in einer von 27 Runden auf dem Eis stand – gewann sie die EM-Bronzemedaille. Bei den Weltmeisterschaften 2017 in Rotterdam holte Schulting die Bronzemedaille über 1000 m, blieb aber als Mehrkampfsiebte insgesamt hinter den besten Athletinnen um die britische dreifache Weltmeisterin Elise Christie zurück.
Über den olympischen Winter 2017/18 hinweg schwankten Schultings Ergebnisse: In einigen Weltcuprennen wurde sie – unter anderem wegen Fehlstarts und von ihr verursachten Zusammenstößen – bestraft und im Klassement nach hinten versetzt. Hingegen erreichte sie beim Weltcup in Dordrecht als Zweite über 1000 m ein weiteres Podestergebnis in der Wettkampfserie und siegte mit der Staffel in einem Weltcuprennen in Seoul. Bei den Europameisterschaften 2018 in Dresden gewann sie Silber über 1000 m. Schulting selbst bezeichnete sich regelmäßig gegenüber Medien als Flummi (im Original: „stuiterbal“) und vertrat die Ansicht, nach Tiefpunkten würden stets entsprechende Höhepunkte folgen. In der Zeit vor den Olympischen Winterspielen 2018 in Pyeongchang war Schulting angespannt. Sie bekam nach eigener Angabe wenig Schlaf und suchte mediale Aufmerksamkeit, indem sie Vlogs auf YouTube veröffentlichte und viel auf Instagram postete. Bei den olympischen Shorttrackrennen stürzte sie im Vorlauf über 500 m und schied über 1500 m im Halbfinale aus. Mit der Staffel um Yara van Kerkhof, Lara van Ruijven und Jorien ter Mors gewann sie das B-Finale und profitierte von der Disqualifikation zweier Teams im A-Finale, wodurch sie die olympische Bronzemedaille gewann. Im abschließenden Wettkampf über 1000 m erreichte Schulting das A-Finale, übernahm dort fünf Runden vor Schluss die Führung und entschied das Rennen vor Kim Boutin aus Kanada für sich. Sie wurde damit als erste Niederländerin Olympiasiegerin im Shorttrack. Im März 2018 belegte Schulting bei den Weltmeisterschaften in Montreal – geschwächt von einer Grippe – den 24. Platz im Mehrkampf und holte mit der Staffel die Silbermedaille. Am Jahresende wurde Schulting als niederländische Sportlerin des Jahres 2018 ausgezeichnet.

### Mehrfache Weltmeisterin und weitere Olympiasiege in Peking (2018 bis 2022)
In den Jahren zwischen den Olympischen Winterspielen 2018 in Pyeongchang und denen 2022 in Peking war Schulting die international erfolgreichste Shorttrackläuferin. Sie wurde sowohl 2019 in Sofia als auch 2021 in Dordrecht Weltmeisterin im Mehrkampf. In Sofia siegte sie zudem über 1000 m und gewann über 500 m die Bronzemedaille. Bei der WM in Dordrecht entschied Schulting – in Abwesenheit vieler, vor allem asiatischer Konkurrentinnen wegen der mit der COVID-19-Pandemie verbundenen Einreisebeschränkungen – alle Wettkämpfe für sich. Sie war die zweite Frau in der Geschichte der Shorttrack-Weltmeisterschaften nach der Kanadierin Sylvie Daigle 1983, der dieser Erfolg gelang. Besonders emotional reagierte Schulting nach dem Sieg auf der 500-Meter-Sprintdistanz, auf der sie bis dahin weniger gute Platzierungen erzielt hatte als auf den längeren Strecken. Bei der WM 2019 hatte ihre befreundete Teamkollegin Lara van Ruijven Gold über 500 m gewonnen. Van Ruijven war im Sommer 2020 wegen einer Autoimmunerkrankung plötzlich verstorben. Schulting sagte 2021, sie habe danach gezielt ihre Sprintfähigkeiten trainiert, um den Weltmeistertitel im niederländischen Team zu halten. Zusammen mit Yara van Kerkhof, Xandra Velzeboer und Selma Poutsma wurde Schulting in Dordrecht zudem Staffelweltmeisterin. Bei den drei Europameisterschaften 2019, 2020 und 2021 triumphierte Schulting ebenfalls jeweils im Mehrkampf und gewann inklusive Einzelstrecken und Staffeln insgesamt zwölf Europameistertitel. Im Weltcup feierte sie in jeder Saison mehrere Siege (mit Ausnahme des Winters 2020/21, in dem die Wettkampfserie wegen der COVID-19-Pandemie komplett abgesagt wurde) und stand 2018/19, 2019/20 sowie 2021/22 dreimal in Serie an der Spitze der 1000-Meter-Wertung. Über 1500 m war sie 2018/19 und 2019/20 ebenfalls Klassementerste, im Winter 2021/22 belegte sie in der Weltcup-Gesamtwertung auf dieser Distanz Rang zwei hinter Lee Yu-bin aus Südkorea.
Der niederländische Nationaltrainer Jeroen Otter bescheinigte Schulting im Vorfeld der Olympischen Winterspiele 2022 einen erfolgreichen Reifeprozess, den er vor allem auf den verstärkten Leistungsdruck zurückführte, der aus ihrem Olympiasieg 2018 erwachsen sei. Schulting hatte sich öffentlich vorgenommen, keine Eintagsfliege zu sein und zu zeigen, dass ihr olympischer Titel kein Glücksfall war, weswegen sie ihr Training intensivierte. Ihr Umgang mit den Medien war 2022 weniger impulsiv als 2018, ihr Zeitplan insgesamt mehr von Routinen geprägt. Gleichzeitig war ihre Popularität in dieser Zeit gestiegen: Auf Instagram hatte sie vor Olympia 2018 weniger als 10.000 Abonnenten ihrer persönlichen Seite (Follower), am Jahresende 2018 etwa 90.000 und vor den Winterspielen 2022 mehr als 500.000, womit sie auf der Plattform zu den beliebtesten niederländischen Wintersportlern zählte. Im niederländischen Shorttrack nahm sie die bestimmende Stellung ein. Bei den olympischen Shorttrack-Wettbewerben 2022 gewann Schulting zwei Goldmedaillen über 1000 m und mit der Staffel sowie Silber über 500 m und Bronze über 1500 m. Sie gehörte damit zu den zehn erfolgreichsten Teilnehmern der Winterspiele von Peking und war die erste Shorttrackerin, die vier Medaillen bei einer Olympia-Austragung gewann. Lediglich in der Mixed-Staffel blieb Schulting nach einem Sturz im Halbfinale ohne Medaille und belegte am Ende mit ihren Teamkollegen den vierten Platz. Wegen einer SARS-CoV-2-Infektion konnte sie bei den Weltmeisterschaften 2022 in Montreal ihre Titel aus den Vorjahren nicht verteidigen.

### Weitere Weltmeistertitel im Shorttrack, Verletzungen und Hinwendung zum Eisschnelllauf (seit 2022)
Im Frühjahr 2022 wurde Niels Kerstholt in der Nachfolge Jeroen Otters neuer Trainer der niederländischen Shorttracker. Kerstholt setzte im Training auf mehr Wiederholungen bei den Übungen. Schulting erklärte, dass sie mit der Umstellung Probleme hatte und Otter zudem als Ratgeber vermisse. Obwohl sie in der Weltcupsaison 2022/23 acht Einzelrennen gewann und in Danzig vierfache Europameisterin 2023 wurde, zeigte sie sich während des Winters zwischenzeitlich unzufrieden mit ihrer Form. Bei den Weltmeisterschaften des Jahres in Seoul gewann sie Goldmedaillen über 1500 m sowie in der Frauen- und in der Mixedstaffel. Über 500 m belegte sie hinter ihrer Teamkollegin Xandra Velzeboer den zweiten Rang, auf ihrer Paradestrecke über 1000 m wurde sie als Vierte des Finallaufs wegen eines Schubsers disqualifiziert. Nach der Saison verringerte Schulting ihre Trainingsintensität vorübergehend deutlich. Bei Blutuntersuchungen stellte sich eine CMV-Infektion heraus, auf die sie Ende 2023 ihre Müdigkeitserscheinungen während des vorangegangenen Winters zurückführte. Im November 2023 zog sie sich außerdem bei einem Trainingssturz durch die Schlittschuhe einer Teamkollegin, die nicht mehr ausweichen konnte, eine knapp 20 Zentimeter lange Schnittwunde am Rücken zu. Ihre ersten Wettkämpfe nach einer insgesamt fast einjährigen Pause bestritt Schulting im Februar 2024 beim Weltcup in Dresden, wo sie mehrmals auf das Podest lief. Bei den Weltmeisterschaften 2024 im Rotterdam Ahoy schied sie über 500 m und 1500 m im Halbfinale aus, über 1000 m stieß sie im Finale mit Hanne Desmet zusammen, brach sich den rechten Knöchel und konnte das Rennen nicht beenden. Die niederländische Staffel gewann die WM-Goldmedaille, Schulting wurde dort aber im Finale wegen ihrer Verletzung nicht eingesetzt. Der Knöchelbruch behinderte sie über längere Zeit im Shorttracktraining. Deswegen verzichtete Schulting in der Saison 2024/25 auf Starts im Shorttrack-Weltcup und konzentrierte sich stattdessen auf den klassischen Eisschnelllauf, wo der Druck auf das Gelenk weniger hoch war.
Schon in den vorangegangenen Jahren hatte Schulting parallel zu ihren Erfolgen immer wieder auf 400-Meter-Bahnen trainiert und Wettbewerbe im klassischen Eisschnelllauf bestritten. 2020/21 hatte sie sich etwa dem Jumbo-Team – einem in den Niederlanden üblichen privaten Eisschnelllaufteam außerhalb der Verbandsstrukturen – angeschlossen und den wegen der COVID-19-Pandemie ausgedünnten Shorttrack-Kalender genutzt, um sich auf nationaler Ebene über 500 m und 1000 m für die Eisschnelllauf-Einzelstreckenweltmeisterschaften 2021 zu qualifizieren, wo sie als bestes Ergebnis einen achten Rang über 1000 m belegt hatte. Ende 2021 hatte sie die Qualifikation für den niederländischen Eisschnelllauf-Olympiakader über 500 m und 1000 m für die Winterspiele in Peking knapp verpasst. Ab 2024 lief sie für das von Jac Orie betreute Team Essent, das aus dem Jumbo-Team hervorgegangen war. Obwohl sie bis dahin im Eisschnelllauf kaum Erfolge gefeiert hatte, galt sie wegen ihrer Shorttrack-Titel als Aushängeschild der privaten Mannschaft. Schulting debütierte im November 2024 im Eisschnelllauf-Weltcup. Im Dezember stand sie in Peking als Zweite über 500 m erstmals auf dem Podest und gewann kurz danach im Teamsprint zusammen mit Michelle de Jong und Angel Daleman ihr erstes Weltcuprennen.

## Ehrungen

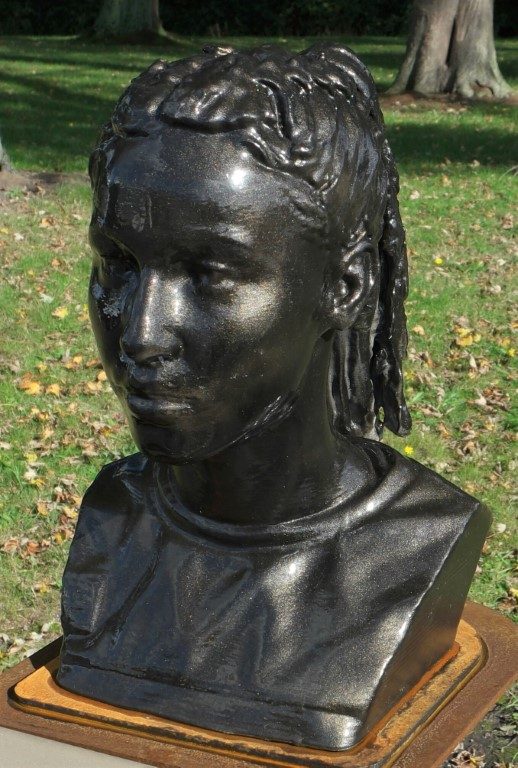
Büste von Suzanne Schulting in Heerenveen (2019)

Der niederländische Eislaufbund KNSB (Koninklijke Nederlandsche Schaatsenrijders Bond) kürte Suzanne Schulting 2014 zum Shorttracktalent des Jahres und von 2016 bis 2023 bei sieben aufeinanderfolgenden Ehrungen zur Shorttrackerin des Jahres (bis 2020 hieß der Preis Peter van der Velde Bokaal, 2021 wurde er wegen der COVID-19-Pandemie nicht vergeben).
Nach ihrem ersten Olympiasieg bei den Winterspielen in Pyeongchang wurde Schulting im März 2018 als Ritter mit dem Orden von Oranien-Nassau ausgezeichnet. Im gleichen Jahr wählten sie aktive niederländische Sportler und eine Fachjury zur niederländischen Sportlerin des Jahres. Schulting setzte sich bei der Wahl gegen ihre Eislaufkollegin Jorien ter Mors sowie gegen  die Radsport-Weltmeisterinnen Anna van der Breggen und Annemiek van Vleuten durch und erhielt die Jaap-Eden-Trophäe.
Im Juni 2019 eröffnete in Heerenveen der Walk of Fean, der erfolgreiche Sportler der Region mit Büsten ehrte, darunter auch Schulting. Wegen mehrfachem Vandalismus wurden die Büsten im Dezember 2019 aus dem öffentlichen Raum entfernt.

## Erfolge

### Platzierungen im Shorttrack-Weltcup

#### Weltcupsiege

##### Weltcupsiege im Einzel
| Nr. | Datum             | Ort            | Disziplin |
| --- | ----------------- | -------------- | --------- |
| 1.  | 5. Februar 2017   | Dresden        | 1500 m    |
| 2.  | 3. November 2018  | Calgary        | 1500 m    |
| 3.  | 4. November 2018  | Calgary        | 1000 m    |
| 4.  | 10. November 2018 | Salt Lake City | 1000 m    |
| 5.  | 8. Dezember 2018  | Almaty         | 1000 m    |
| 6.  | 3. Februar 2019   | Dresden        | 1000 m    |
| 7.  | 9. Februar 2019   | Turin          | 1500 m    |
| 8.  | 3. November 2019  | Salt Lake City | 1000 m    |
| 9.  | 1. Dezember 2019  | Nagoya         | 1500 m    |
| 10. | 8. Dezember 2019  | Shanghai       | 1000 m    |
| 11. | 9. Februar 2020   | Dresden        | 1500 m    |
| 12. | 15. Februar 2020  | Dordrecht      | 1500 m    |
| 13. | 24. Oktober 2021  | Peking         | 1000 m    |
| 14. | 30. Oktober 2021  | Nagoya         | 1500 m    |
| 15. | 20. November 2021 | Debrecen       | 1500 m    |
| 16. | 20. November 2021 | Debrecen       | 500 m     |
| 17. | 21. November 2021 | Debrecen       | 1000 m    |
| 18. | 29. Oktober 2022  | Montreal       | 1500 m    |
| 19. | 30. Oktober 2022  | Montreal       | 1000 m    |
| 20. | 6. November 2022  | Salt Lake City | 1000 m    |
| 21. | 10. Dezember 2022 | Almaty         | 1500 m    |
| 22. | 17. Dezember 2022 | Almaty         | 500 m     |
| 23. | 18. Dezember 2022 | Almaty         | 1000 m    |
| 24. | 4. Februar 2023   | Dresden        | 1000 m    |
| 25. | 5. Februar 2023   | Dresden        | 500 m     |

##### Weltcupsiege im Team
| Nr. | Datum             | Ort         |
| --- | ----------------- | ----------- |
| 1.  | 5. Februar 2017   | Dresden 1   |
| 2.  | 19. November 2017 | Seoul 1     |
| 3.  | 9. Dezember 2018  | Almaty 1    |
| 4.  | 10. Februar 2019  | Turin 1     |
| 5.  | 7. Dezember 2019  | Shanghai 2  |
| 6.  | 9. Februar 2020   | Dresden 1   |
| 7.  | 16. Februar 2020  | Dordrecht 1 |
| 8.  | 31. Oktober 2021  | Nagoya 3    |
| 9.  | 21. November 2021 | Debrecen 3  |
| 10. | 28. November 2021 | Dordrecht 3 |
| 11. | 28. November 2021 | Dordrecht 4 |
| 12. | 30. Oktober 2022  | Montreal 5  |
| 13. | 5. Februar 2023   | Dresden 3   |
| 14. | 11. Februar 2023  | Dordrecht 6 |
| 15. | 11. Februar 2024  | Dresden 3   |
| 16. | 18. Februar 2024  | Danzig 5    |

### Weltcup-Gesamtplatzierungen
| Saison  | 500 m  | 500 m | 1000 m | 1000 m | 1500 m | 1500 m |
| Saison  | Punkte | Platz | Punkte | Platz  | Punkte | Platz  |
| ------- | ------ | ----- | ------ | ------ | ------ | ------ |
| 2014/15 | -      | -     | 225    | 65.    | 15     | 86.    |
| 2015/16 | 5.438  | 19.   | 9.822  | 12.    | 19.177 | 7.     |
| 2016/17 | 180    | 56.   | 29.198 | 1.     | 25.716 | 2.     |
| 2017/18 | 3.319  | 16.   | 14.193 | 4.     | 7.856  | 9.     |
| 2018/19 | 13.120 | 8.    | 40.000 | 1.     | 34.400 | 1.     |
| 2019/20 | 9.074  | 13.   | 39.355 | 1.     | 38.000 | 1.     |
| 2021/22 | 19.216 | 4.    | 28.000 | 1.     | 26.400 | 2.     |
| 2022/23 | 312    | 6.    | 470    | 1.     | 280    | 7.     |
| 2023/24 | –      | –     | 169    | 13.    | 150    | 13.    |

### Platzierungen im Eisschnelllauf-Weltcup

#### Weltcupsiege im Team
| Nr. | Datum            | Ort    | Disziplin    |
| --- | ---------------- | ------ | ------------ |
| 1.  | 1. Dezember 2024 | Peking | Teamsprint 7 |

## Persönliche Bestzeiten im Shorttrack
| Distanz | Zeit         | Datum             | Ort            |
| ------- | ------------ | ----------------- | -------------- |
| 500 m   | 42,330 s     | 27. November 2021 | Dordrecht      |
| 1000 m  | 1:25,958 min | 4. November 2022  | Salt Lake City |
| 1500 m  | 2:17,865 min | 16. Februar 2022  | Peking         |
| 3000 m  | 5:06,350 min | 13. Januar 2019   | Dordrecht      |

## Persönliche Bestzeiten im Eisschnelllaufen
| Distanz | Zeit        | Datum              | Ort        |
| ------- | ----------- | ------------------ | ---------- |
| 500 m   | 37,61 s     | 15. Februar 2025   | Heerenveen |
| 1000 m  | 1:13,97 min | 28. Dezember 2020  | Heerenveen |
| 1500 m  | 1:57,02 min | 26. September 2021 | Heerenveen |
| 3000 m  | 4:23,78 min | 20. Dezember 2014  | Heerenveen |